# Bátorság, nyújtott kéz
A Bátorság, nyújtott kéz az Alvin és a mókusok együttes tizenkettedik albuma.
A lemez 2012. október 13-án jelent meg. A zenekar korábban két dalt hozott nyilvánosságra, az egyikből ("Nézlek, és nem hallok mást") videóklip is készült. Az együttes 2012 szeptemberében még egy dalt bemutatott a közönségnek, melynek címe 'Magyarország, én így szeretlek!'

## Az album dalai
01: Bátorság, nyújtott kéz
02: Magyarország, én így szeretlek!
03: A srác, akinek pinája nőtt
04: Balekok dala
05: Nézlek, és nem hallok mást
06: Isten éltessen
07: Szerencse fia
08: Paraszt
09: Nem ismersz
10: Aludj csak